# チャレンジ・キッズ 未来に架ける子どもたち
チャレンジ・キッズ 未来に架ける子どもたち(Spellbound)は2002年アメリカ合衆国制作のドキュメンタリー映画。毎年開かれる全米スペル暗記大会の72回大会(en)に参加し、優勝を目指すさまざまな境遇の子供達を描き、アカデミー長編ドキュメンタリー映画賞にノミネートされた。

## スペラー達
- ニール（Neil Kadakia）：カリフォルニア州在住。父はインド移民。
- Emily Stagg：
- アシュリー・ホワイト(Ashley White)：ワシントンDC在住。母子家庭に生まれ育ったアフリカ系アメリカ人の子供。
- April DeGideo：
- ハリー・アルトマン（Harry Altman）：
- アンジェラ（Angela Arenivar）：テキサス州在住。父はメキシコからの不法移民。
- Nupur Lala：
- テッド・ブリンガム（Ted Brigham）：